# SN 2006py
SN 2006py – supernowa typu Ia odkryta 15 listopada 2006 roku w galaktyce A224142-0008. W momencie odkrycia miała maksymalną jasność 21,30m.